# 暴君 (电视剧)
《暴君》（英語：Tyrant）是一部美国政治电视剧，在FX播出，第一季为10集，2014年6月24日首播，並於8月26日結束， 

FX宣布第二季2015年6月16日首播，共有12集。